# كيث ميلر (لاعب كرة قاعدة أمريكي)
كيث ميلر (بالإنجليزية: Keith Miller)‏ هو لاعب كرة قاعدة أمريكي، ولد في 7 مارس 1962 في دالاس في الولايات المتحدة.

## وصلات خارجية
- كيث ميلر على موقعبيزبول رفرنس.كوم (الدوري الرئيسي) (الإنجليزية)
- كيث ميلر على موقعبيزبول رفرنس.كوم (الدوري الثانوي) (الإنجليزية)